# Listă de partide politice din Senegal
- And-Jëf/Parti Africain pour la démocratie et le socialisme
- Alliance des Forces du Progrès
- Alliance pour le Progrès et la Justice)
- Convention des Démocrates et des Patriotes
- Ligue Démocratique-Mouvement pour le Parti du Travail
- Parti Africain de l'Indépendence
- Parti Africain pour l'Indépendence des Masses
- Parti de l'Indépendence et du Travail
- Parti Démocratique Sénégalais
- Parti pour le progrès et la citoyenneté
- Parti libéral sénégalais
- Parti Démocratique Sénégalais-Rénovation
- Parti socialiste du Sénégal
- Rassemblement National Démocratique
- Union pour le renouveau démocratique
- Union Démocratique Sénégalais-Rénovation